# Stadscentrum (Nieuwegein)
Het Stadscentrum is een wijk in Nieuwegein, in de Nederlandse provincie Utrecht. De wijk heeft 1847 inwoners (2018).
De wijk grenst, met de klok mee aan de wijken; Jutphaas-Wijkersloot, Merwestein, Doorslag en Batau-Zuid. In het oosten van de wijk stroomt de Hollandse IJssel.

## CityPlaza
Het grootste deel van het Stadscentrum, bestaat uit het grotendeels overdekte winkelcentrum CityPlaza. Dit winkelcentrum dat in 1985 werd opgeleverd, heeft een lokale en regionale functie.
De architect van CityPlaza is Jan Hoogstad. Het is gebouwd in de jaren tachtig.
Naast vele winkels, bevindt er zich ook Theater de Kom en de centrale van de Bibliotheek Nieuwegein.
Veel inwoners van Nieuwegein beschouwden het hart als kil en ongezellig. Daarom werd het complete hart herbouwd. De bouw is in 2015 volledig afgerond. Het nieuwe stadscentrum bestaat nu uit circa 155 winkels en daarmee is CityPlaza het grootste winkelcentrum van Nieuwegein en het op een na grootste winkelcentrum van de provincie Utrecht. Ook behoort CityPlaza bij de grootse (deels overdekte) winkelcentra van Nederland. Alleen Winkelcentrum Zuidplein (Rotterdam - de grootste in Nederland), winkelcentrum Hoog Catharijne (Utrecht) en Winkelcentrum Kronenburg (Arnhem) zijn groter. Het gemeentehuis van Nieuwegein bevindt zich helemaal aan het oosten van CityPlaza

## Kantoren, woningen en andere voorzieningen
Rond CityPlaza bevinden zich veel kantoren. Boven CityPlaza bevinden zich appartementen en vooral ten westen hiervan laagbouw. Een deel hiervan is gesloopt in het kader van het Project Binnenstad. Later zijn er nieuwe woningen op het nieuwe gedeelte van CityPlaza gekomen.
Grenzend aan het centrum, ten zuidoosten hiervan in de wijk Doorslag, ligt het St. Antonius Ziekenhuis. In het oosten van CityPlaza, tegen het kanaal de Doorslag (kanaal) ligt het gemeentehuis van Nieuwegein.

## Project Binnenstad

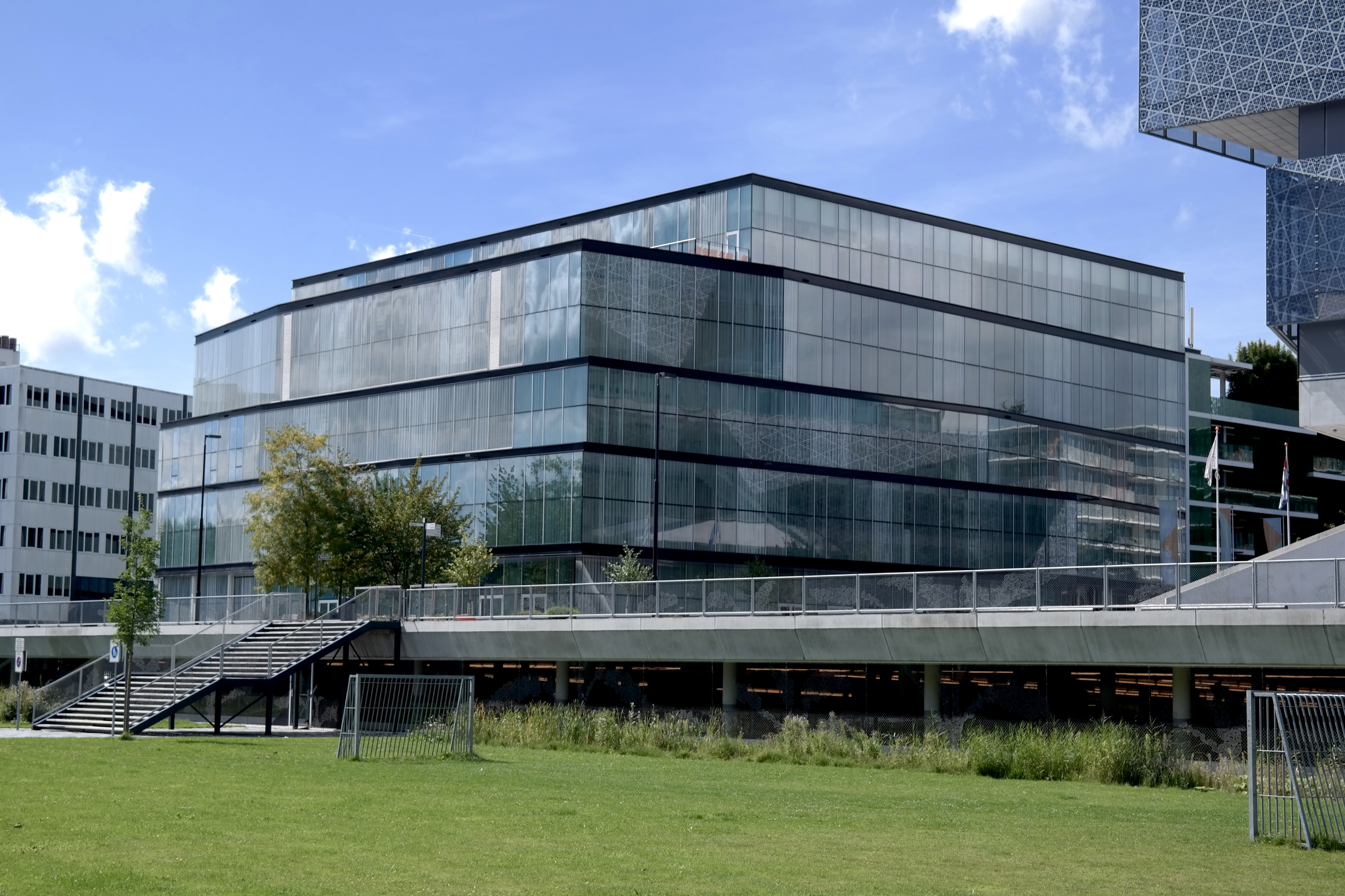
Theater "de Kom", geopend in 2012

Het Project Binnenstad is een project om het centrum te renoveren, te verbouwen en uit te breiden.
In 1999 werd er een referendum gehouden over het Masterplan Binnenstad. Een meerderheid stemde tegen, echter de opkomst bleef onder de dertig procent en het referendum werd ongeldig verklaard. Er was wel een meerderheid op de vraag of een verbetering van het centrum noodzakelijk is. Het masterplan werd alsnog goedgekeurd door de gemeenteraad.
Omdat het gemeentehuis te klein werd en omdat het nog te lang zal duren alvorens het nieuwe gemeentehuis in het nieuwe centrum opgeleverd zal worden, is tijdelijk het Nieuwegeinse gemeentehuis verplaatst naar een kantoorpand in het kantorenpark Plettenburg. Het oude gemeentehuis, gebouwd rond 1976 in het oosten van CityPlaza is gesloopt.
De voorbereidingen van het project begonnen in september 2005 met de start van de controversiële sloop van 240 woningen. Het laatste deel (Deel C) is medio 2015 opgeleverd. Als naam voor het nieuwe centrum is Stadskwartier gekozen.
Het nieuwe Stadshuis is in november 2011 in gebruik genomen.

## Openbaar vervoer
In het centrum bevindt zich de sneltramhalte Nieuwegein City, onderdeel van de Utrechtse sneltram. Tevens bevindt zich naast deze halte het centrale busstation van Nieuwegein. De sneltramhalte Merwestein bevindt zich helemaal in het zuidoosten van deze wijk, op de brug van de Zuidstede over de Hollandse IJssel.